# 1-Acylglycérol-3-phosphate O-acyltransférase
 (mars 2023).
Si vous disposez d'ouvrages ou d'articles de référence ou si vous connaissez des sites web de qualité traitant du thème abordé ici, merci de compléter l'article en donnant les références utiles à sa vérifiabilité et en les liant à la section « Notes et références ».
La 1-acylglycérol-3-phosphate O-acyltransférase est une transférase qui catalyse la réaction :
Acide lysophosphatidique + acyl-CoA  {\displaystyle \rightleftharpoons }  CoA + acide phosphatidique.